# Balneário Barra do Sul
Balneário Barra do Sul là một đô thị thuộc bang Santa Catarina, Brasil. Đô thị này có diện tích 110,428 km², dân số năm 2007 là 7934 người, mật độ 71,8 người/km².